# ジョージ・T・サカト
ジョージ・タロー・サカト（George Taro Sakato、日本名：坂戸 太郎〈さかと たろう〉、1921年2月19日 - 2015年12月2日）は、日系アメリカ人のアメリカ陸軍第442連隊戦闘団一等兵。第二次世界大戦時の活躍により、名誉勲章受章者となった。愛称は「ジョー（Joe）」

## 経歴
カリフォルニア州に生まれる。太平洋戦争の勃発を機に、強制収容を回避するために、一家でアリゾナ州に引っ越した。
その後は軍に参加して、1944年10月29日より第2歩兵大隊E中隊の一員となり、同日にフランス北東部のビフォンテーヌにて分隊長が戦死した直後には、分隊の指揮を執り、敵の陣地に突撃した。
一連の功績によって、サカトには殊勲十字章が授与されたが、1990年代になって、全てのアジア系アメリカ人の殊勲十字章受章歴を再調査したところ、名誉勲章に格上げされることとなった。2000年6月21日にホワイトハウスで執り行われた式典において、ビル・クリントン大統領から名誉勲章が贈呈された。
コロラド州デンバーで死去。

## 名誉勲章
サカトが受賞した名誉勲章には下記のように記されている。

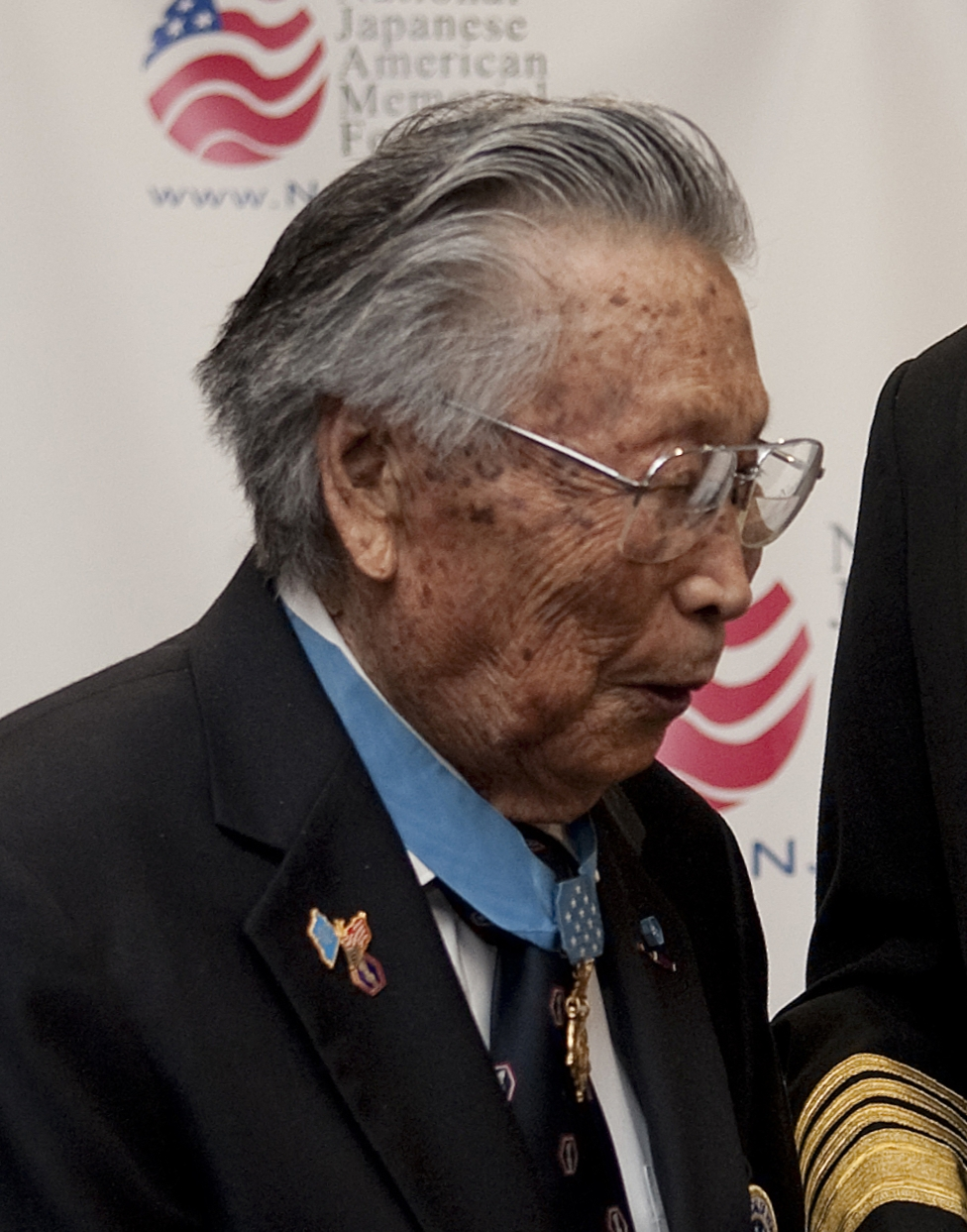
2009年

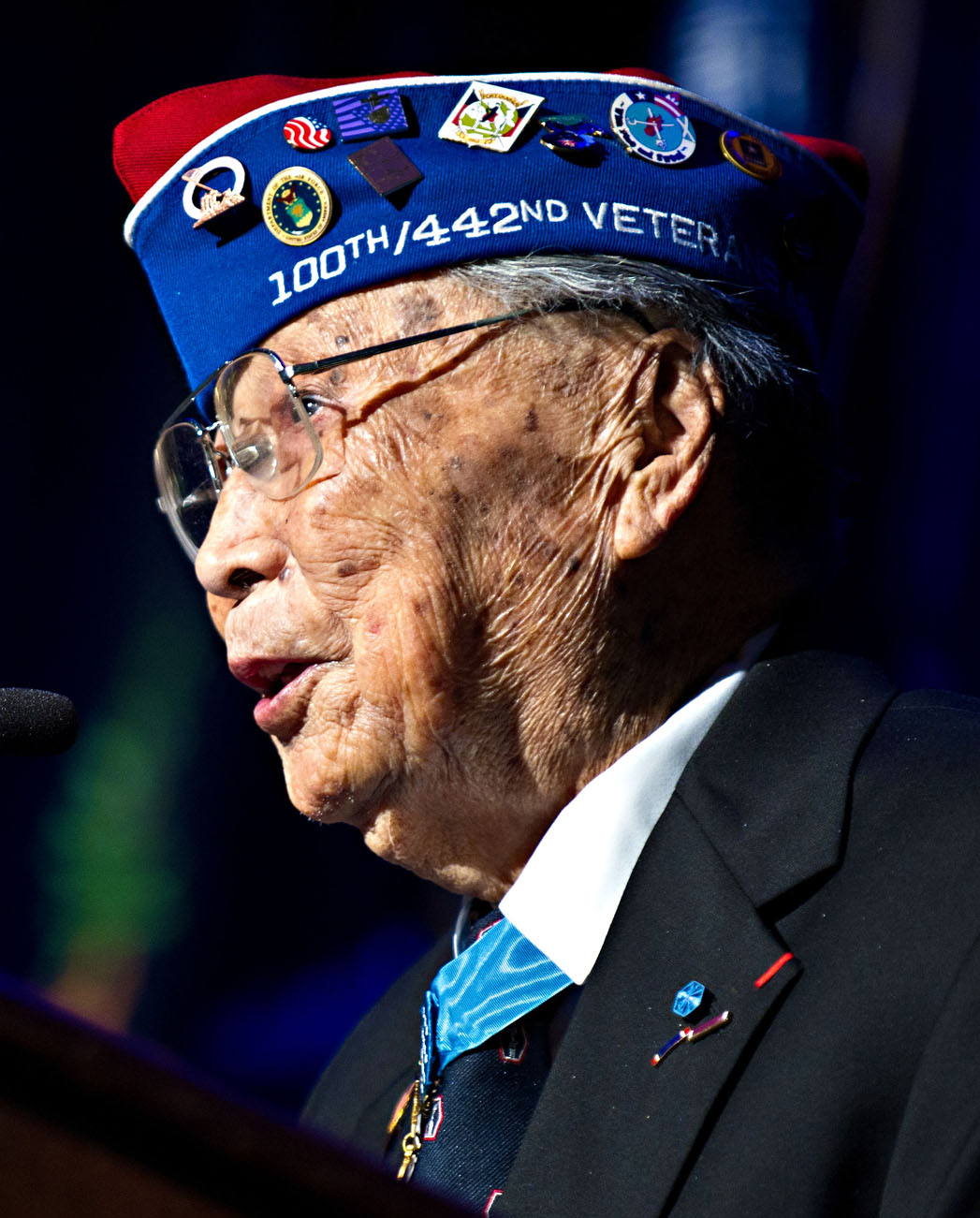
2011

ジョージ・T・サカト一等兵は、1944年10月29日のフランス・ビフォンテーヌ近郊における作戦中の際立って英雄的な行動によって、その名を残すこととなった。彼の小隊が2つの敵の防御線を事実上突破した後（その間に、彼は単独で5名の敵兵を殺害、4名の身柄を確保した）、彼の部隊は激しい敵の砲火によって、身動きが出来なくなった。敵の砲火を物ともせず、サカト一等兵は単身突撃を決行し、彼の小隊が敵の防衛拠点へ突撃、破壊することに繋がった。小隊が立て直しを行っている間、彼は分隊長が戦死した左側堡からの反撃を阻止することを提案した。分隊を指揮し、敵の組織化された攻撃を阻止するべく、敵のライフルとワルサーP38を使用して、激しい攻撃を続けた。この連続した行動の間、彼は12名を殺害、2名を負傷、単独で4名の身柄を確保して、小隊が34名の捕虜を連行するのに貢献した。間断なく敵の砲火を顧みない彼の勇ましい度胸とファイティングスピリットによって、彼は間近に迫った敗北を勝利に変え、彼の小隊がその使命を完遂するのに貢献した。サカト一等兵の類まれな英雄的行為と任務への忠誠は、軍隊の最も崇高な伝統を維持し、また、彼本人やその部隊、ひいてはアメリカ陸軍への大きな信頼をもたらすものであった。